# 卡雷纳斯
卡雷纳斯，是西班牙阿拉贡自治区萨拉戈萨省的一个市镇。 总面积31平方公里，总人口197人（2001年），人口密度6人/平方公里。